# Jyrkowie

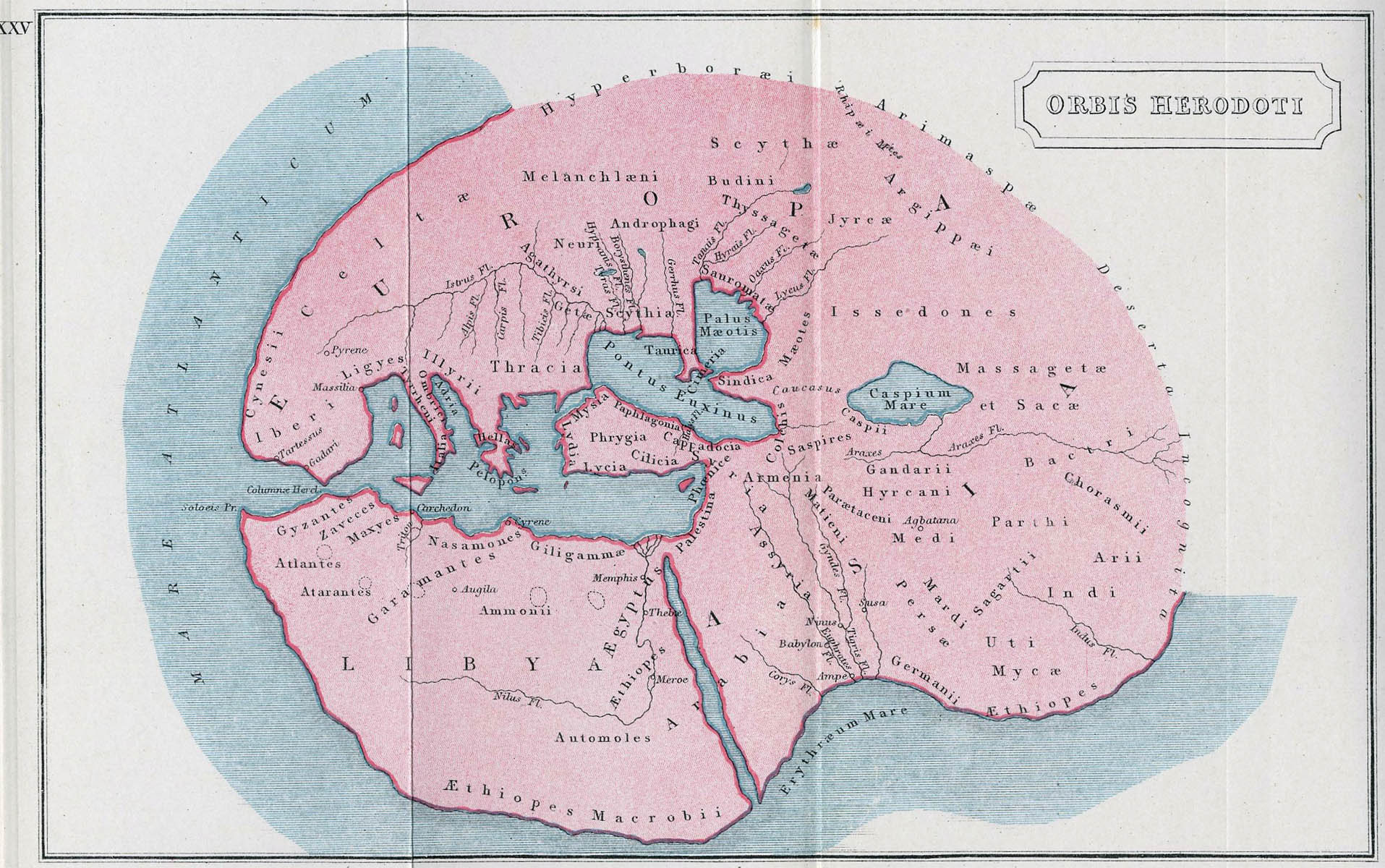
Jyrkowie/Jyrcae na mapie „Świat Herodota” z XIX wieku

Jyrkowie (gr. Ἱύρκαι) – starożytny lud żyjący na pograniczu Europy i Azji, znany z relacji Herodota. Mieszkali w bliskim sąsiedztwie Tyssagetów i podobnie jak oni trudnili się myślistwem. Na wschód od nich lokalizuje Herodot jeden z odłamów Scytów.
Ich siedziby lokalizowane są współcześnie przy południowo-zachodnich stokach Uralu, w dorzeczu Wiatki. Powszechnie identyfikowani przez historyków z Jugrami i uważani za przodków Węgrów.